# Lisa Rooms
Lisa Rooms (17 juni 1996) is een Belgische atlete, die gespecialiseerd is in de (middel)lange afstand en het veldlopen. Zij werd negenmaal Belgisch kampioene en nam eenmaal deel aan de Olympische Spelen.

## Loopbaan
Rooms nam in 2015 deel aan de Europese kampioenschappen veldlopen U20. Ze behaalde een eenenvijftigste plaats. In 2016 werd ze Belgisch kampioene veldlopen op de korte cross. Datzelfde jaar werd ze drieëndertigste op de Europese kampioenschappen U23.
In 2017 nam Rooms op de 5000 m deel aan de Europese kampioenschappen U23 te Bydgoszcz. Ze werd vijfde in de rechtstreekse finale. In 2019 haalde ze de Belgische titel op deze afstand.
Rooms was eerst aangesloten bij Atletiekvereniging Lokeren en stapte dan over naar Olympic Essenbeek Halle, om later weer terug te keren naar Lokeren.

## Belgische kampioenschappen
Outdoor
| Onderdeel   | Jaar                   |
| ----------- | ---------------------- |
| 5000 m      | 2019, 2022, 2023, 2024 |
| 10.000 m    | 2022                   |
| 10 km       | 2021, 2023             |
| veldlopen   | 2023                   |
| korte cross | 2016                   |

## Persoonlijke records
Outdoor
| Onderdeel      | Prestatie | Datum           | Plaats   |
| -------------- | --------- | --------------- | -------- |
| 1500 m         | 4.14,03   | 27 mei 2023     | Oordegem |
| 5000 m         | 15.08,66  | 9 augustus 2025 | Oordegem |
| 10.000 m       | 33.20,50  | 30 april 2022   | Malmedy  |
| 3000 m steeple | 10.15,76  | 11 juli 2019    | Napels   |

Indoor
| Onderdeel | Prestatie    | Datum           | Plaats |
| --------- | ------------ | --------------- | ------ |
| 3000 m    | 8.47,74 (NR) | 8 februari 2025 | Metz   |

## Palmares

### 1500 m
- 2016:  BK AC – 4.20,78
- 2018:  BK AC – 4.24,22

### 3000 m
- 2025: 9e EK indoor - 9.04,90 (in reeks 9.01,88)

### 5000 m
- 2017: 5e EK U23 te Bydgoszcz – 16.15,58
- 2019:  BK AC – 16.31,35
- 2022:  BK AC – 16.06,64
- 2022: 15e EK - 15.50,59
- 2023:  BK AC – 15.51,27
- 2024:  BK AC – 15.28,38
- 2024: 15e OS - 15.37,55

### 10.000 m
- 2022:  BK AC – 33.20,50

### 3000 m steeple
- 2019: 9e Universiade te Napels – 10.15,76

### 10 km
- 2020:  BK AC in Lokeren - 34.06
- 2021:  BK AC in Lokeren - 33.51
- 2021:  BK AC in Lokeren - 32.57

### veldlopen
- 2015: 51e EK U20 te Hyères
- 2016:  BK korte cross in Wachtebeke[1]
- 2016: 33e EK U23 te Chia
- 2018: 44e EK U23 te Tilburg
- 2022:  BK AC in Laken
- 2022: 35e EK te Turijn
- 2023:  BK AC in Laken
- 2023:  Crosscup
- 2023: 6e EK in Laken
- 2023:  landenklassement EK in Laken
- 2024:  BK AC in Hulshout
- 2024: 18e EK in Antalya
- 2024:  landenklassement EK in Antalya